# Касандрийска епархия (Римокатолическа църква)
 Тази статия е за римокатолическата епархия.  За православната вижте Касандрийска епархия.  
Касандрийската епархия (на латински: Dioecesis Cassandrensis) е титулярна епископия на Римокатолическата църква с номинално седалище в македонския град Касандрия, Гърция. Епархията е подчинена на Солунската архиепископия.
Като титулярна епископия на Римоколическата църква е установена в 1926 година.
Титулярни епископи
| Име                     | Име                          | Управление                  | Забележка          | Години                          |
| ----------------------- | ---------------------------- | --------------------------- | ------------------ | ------------------------------- |
| Гаетано Миняни          | Gaetano Mignani              | 16 юли 1928 – 11 април 1946 | в епископ на Цзиан | 31 август 1882 – 29 януари 1973 |
| Жорж-Станислас-Жан Бежо | Georges-Stanislas-Jean Béjot | 19 април 1947 – 25 юли 1987 |                    | 23 август 1896 – 25 юли 1987    |